# 帕拉佩
帕拉佩是博茨瓦納東部的大型城鎮，由中部區負責管轄，距離首都哈博羅內240公里和第二大城市弗朗西斯敦170公里，海拔高度919米，居民主要信奉基督教，2001年人口26,000。

## 外部連結
- http://www.palapye.com （页面存档备份，存于）

22°33′S 27°08′E / 22.550°S 27.133°E